# Гордеев, Анатолий Афанасьевич
Анатолий Афанасьевич Гордеев (27 сентября [10 октября] 1911, Нижний Новгород — 4 ноября 1979, Горький) — советский хозяйственный, государственный и политический деятель.

## Биография
Родился в 1911 году в Нижнем Новгороде. Член КПСС с 1941 года.
С 1926 года — на хозяйственной, общественной и политической работе. В 1926—1979 гг. — токарь на заводе «Красное Сормово», начальник цеха № 26, главный технолог, главный инженер Горьковского машиностроительного завода.
Лауреат Ленинской (20.04.1958) и дважды Государственной премий (1969 и 1980 — посмертно).
Умер в Горьком в 1979 году. Похоронен на Красном кладбище.